# فتح تبريز (1514)
فتح تبريز أو أسترجاع تبريز هي غارات شنتها القوات الصفوية على القوات العثمانية التي سيطرت على تبريز بعد معركة جالديران حيث كانت القوات الصفوية تدخل تبريز في الليل و يخطفون الجنود العثمانيين او يقتلونهم عدا الاستراتيجية التي أتبعها الشاه اسماعيل وهي سياسة الأرض المحروقة ضد السلطان سليم و بسبب قلة الارزاق و الغذاء و حلول فصل الشتاء و عدم توفر الملابس الملائمة للجند أدى الى استياء الانكشارية و اضطرارهم للأنسحاب و التراجع نحو ديار بكر.